# Salgueiro do Campo
Salgueiro do Campo es una freguesia portuguesa del concelho de Castelo Branco, con 30,41 km² de superficie y  habitantes (2001). Su densidad de población es de 31,7 hab/km².